# Гай Тетий Приск
Гай Тетий Африкански Касиан Приск (на латински: Gaius Tettius Africanus Cassianus Priscus) e римски политик през края на 1 век.
Той е син на Луций Тетий Юлиан (суфектконсул 83 г., управител на провинция Долна Мизия).
От 80 до 82 г. Тетий Приск е префект на римски Египет след Гай Етерий Фронтон. Сменен е от Луций Лаберий Максим.